# Bond Beter Leefmilieu
Bond Beter Leefmilieu (BBL) is een Belgische koepelorganisatie voor Vlaamse  milieu- en natuurverenigingen, burgers, overheden en ondernemingen, gericht op de overgang naar een duurzame samenleving met een circulaire economie. BRAL is samen met Inter-Environnement Bruxelles de zusterorganisatie in Brussel en Inter-Environnement Wallonie beneden de taalgrens. 

## Geschiedenis
Na enkele geïsoleerde initiatieven voor milieubehoud eind jaren 60 wilden Michel Didisheim, Jan Tanghe, Pierre Dulieu, Dominique de Wasseige, Baudouin du Bus en Mark Dubrulle een globale visie ontwikkelen voor de milieubeweging. In augustus 1970 kwam deze milieubewuste vriendengroep samen op initiatief van van Dominique de Wasseige (toenmalig uitgever van het vakblad ‘La Maison’, later omgedoopt tot ‘Environnement’). Ze vonden de nood hoog voor professionele, duurzame actie op milieugebied om tegen de industrie en de overheid op te kunnen. Ze beslisten om milieuverenigingen te zoeken die zich tot de nationale federatie wilden aansluiten. Op 25 september 1971 werden de statuten van Bond Beter Leefmilieu (BBL, Inter-Environnement (IE) in het Frans) ondertekend door 39 natuur- en milieuverenigingen en gepubliceerd in het Belgisch Staatsblad.
Op 17 juni 1976 werd de afzonderlijke vzw BBL-Vlaanderen opgericht. BBL bleef wel afhankelijk van het nationaal secretariaat tot dat in 1979 ontbonden werd wegens financiële moeilijkheden. Sindsdien zijn er in België dus vier milieukoepels: Bond Beter Leefmilieu in het Vlaams Gewest, de Brusselse Raad voor Leefmilieu (BRAL), Inter-Environnement Bruxelles en Inter-Environnement Wallonie.

## Werking
De activiteiten worden opgesplitst in drie grote onderdelen:
- Beweging: ondersteunen van 130 lidverenigingen, waaronder WWF-Vlaanderen, de Jeugdbond voor Natuur en Milieu, Natuurpunt, Velt, Greenpeace. Door te zorgen voor vorming en informatiedoorstroming wil BBL de werking van de natuur- en milieuverenigingen in Vlaanderen verbeteren.
- Beleid: milieubeleid van overheden en bedrijven beïnvloeden. Zo zetelt BBL onder andere in de Milieu- en Natuurraad van Vlaanderen en de Federale Raad voor Duurzame Ontwikkeling en beïnvloedt het bedrijfsleven via rechtstreeks overleg.
- Campagne: sensibiliseren van het grote publiek via campagnes en projecten waaronder:
  - Nacht van de Duisternis: lichten doven om het nachtleven in de natuur te ontdekken.
  - Met Belgerinkel naar de Winkel: iedereen aanzetten om met de fiets boodschappen te doen.
  - Ecobouwers, actie rond duurzaam (ver)bouwen.
  - Mobimix, nieuwsplatform rond duurzaam vlootbeheer (voertuigen op elektriciteit, cng/lng, waterstof ...) en mobiliteitsmanagement.